# حق التعلم

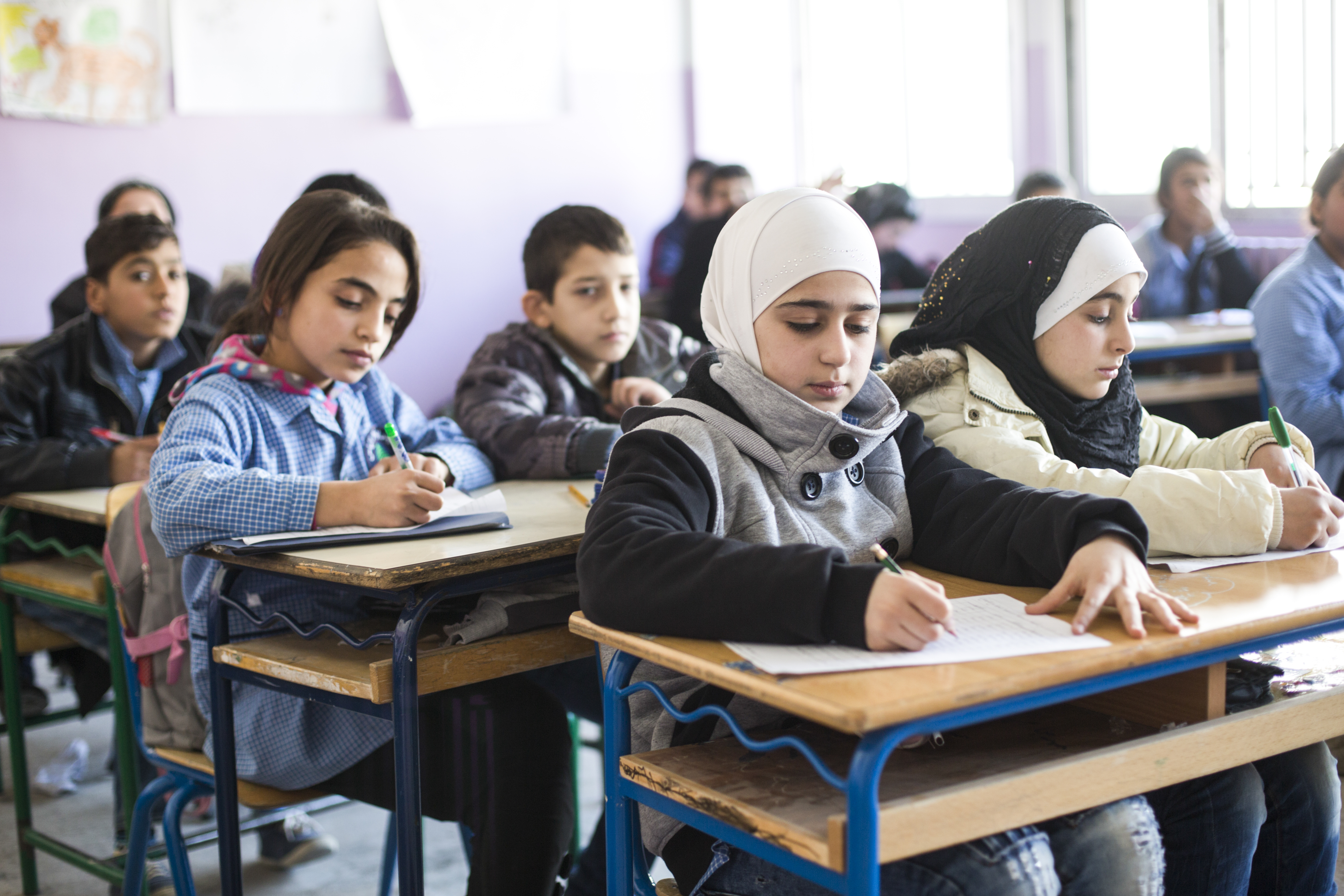
طلاب لاجئون سوريون في إحدى المدارس بدولة لبنان عام 2016.

حق التعلم أو الحقوق التعليمية هي أحد الحقوق الأساسّية التي تندرج ضمن حقوق الإنسان، إذ أنه من حق كل شخص مهما كان عِرقه أو جنسه أو جنسيِّته أو ديانته أو أصله العرقي أو الاجتماعي أو ميوله السياسّي أو عمره أو إعاقته، الحصول على التعليم الابتدائي مجانًا، وقد اعتُرف بالتعليم كحق منذ الإعلان العالمي لحقوق الإنسان.

## التطورات التاريخية
في أوروبا، وتحديدًا قبل عصر التنوير في العصر الثامن العشر والتاسع عشر، كان التعليم مسؤؤلية الآباء والكنيسة، ومع الثورة الاميركية والفرنسية صارَ التعليم أيضا كوظيفة عامة، وكان يُعتقد أن الدولة إذا أصبحت أكثر نشاطا في مجال التعليم فإنه يمكن أن يُساعد على جعل التعليم متاحًا وفي متناول الجميع. كان التعليم متاحُا في المقام الأول للطبقات الاجتماعية العليا وكان يُنظر إلى التعليم العام كوسيلة لتحقيق المثل في المساواة الكامنة وراء كل من الثورات. مع ذلك، فلا إعلان الاستقلال الأمريكي عام 1776, ولا الإعلان الفرنسي لحقوق الرجال عام 1789 حمى حق التعلم كالمفاهيم الليبرالية لحقوق الإنسان في القرن التاسع عشر والمتوخى أن الآباء لديهم الواجب الأساسي بتوفير التعليم لأطفالهم. علاوة على ذلك، كانت قوانين عمالة الأطفال مُسنة لتقليل عدد ساعات العمل التي يعمل بها الأطفال، لتأكيد حظورهم إلى المدرسة.
شهد القرن التاسع عشر أيضا تطور النظريات الاجتماعية، التي حملت أن مهمة الدولة الرئيسية هي ضمان حالة اقتصادية واجتماعية جيده للمجتمع من خلال تدخل الحكومة والقوانيين، وأوجدت النظريات الاجتماعية أيضا أن الأفراد لديهم مطالبات بخدمات اجتماعية أساسية ضد الدولة وكان يُنظر للتعليم كواحدة من استحقاقات الخدمة الاجتماعية. وهذا على نقيض النظرية الليبرالية في ذلك الوقت، والتي تعتبر الجهات الفاعلة غير الحكومية كمقدمي رئيس التعليم. وقد نُصَّ عليها في المٌثل الاشتراكية في الدستور السوفييتي عام 1936، الذي كان أول دستور للاعتراف بحق التعلم مع التزامٍ من الدولة لتوفير هذا النوع من التعليم. تكفلُ أغلب دساتير العالَم في الوقت الحالي التعليم المجاني والإلزامي لجميع المستويات، فضلًا عن نظام بعض الدول في دعمِ وتعزيز المنح الدراسية والتدريب المهني في مؤسسات الدولة.

## الأهميّة
تبرزُ أهمية حق التعليم في تنميّة الفرد بشكل كامل تمامًا، تخفيض معدل الفقر إذ يؤثِّر التعليم إيجابيًّا في انتشال المُتخلّى عنهم اجتماعيًّا من الأطفال والبالغين من الفقر وإعادتهم إلى المجتمع، تقليل ظاهرة عدم المساواة في المجتمع، وتشجيع المرأة وتمكينها في المجتمع، إضافة إلى مساعدة جميع الأفراد في الوصول إلى تحقيق إمكانياتهم فضلًا عن تحقيق مكاسب اقتصاديّة للدولة، كما أنّه يُساعد في تحقيق السلام والتنمية المستدامة في المجتمعات. أظهرت بعض الأبحاث أنّ للتعليم الجيد تأثير قوي في ضمان تحقيق الديمقراطيّة والحكم السليم في الدولة.

## المتطلبات الأساسية
يستلزمُ حق التعلم توفير البنيّة التحتيّة التعليميّة اللازمة للجميع بحيث تكون مزوّدة بكافة المواد والمرافق اللازمة من أجل الحصول على هذا الحق ، وتشتمل المباني، ومواد التدريس، والأدوات التعليميّة، وكادر تدريس ذو كفاءات، إضافةً لضرورة توفير المرافق الصحيّة ومياه الشرب الصالحة للاستهلاك. تمكين وصول الجميع إلى التعليم من خلال ضمان عدم التمييز بين الأفراد على أساس العرق أو الجنس أو الموقع الجغرافي أو الجنسية أو الإعاقة وغيرها، فيجب أن تكون المؤسسات التعليميّة متاحة لجميع الفئات، وآمنة وقريبة من المجتمعات لتسهيل عملية الوصول إليها بهدف أن يكون التعليم في متناول الجميع. يجبُ كذلك أن تكون مواد التدريس والمناهج وطرق التعليم مقبولة لدى الطلاب وأولياء الأمور، وذلك مع مراعاة أهداف التعليم والمعايير التعليميّة التي تضعها الدولة. للتعليم صلة قويّة بسياق الطالب واحتياجاته وتطوير قدراته، والذي يجب أن يكون تعليمًا جيدًا ومناسبًا من الناحية الثقافيّة، كما يجبُ أن يكون التعليم مرنًا على نحو يُناسب المجتمعات المتغيّرة واحتياجات الطلاب في البيئات الاجتماعيّة والثقافيّة المختلفة والمتنوعة.

## النصوص الدولية
هذه قائمةٌ بأهمِّ النصوص الدوليّة فيما يتعلق بالحقوق التعليمية والتي تُطبقها وتعترف بها أغلبُ دول العالَم:
- إلزامية ومجانية التعليم الأساسي.
- إزالة أي نوع من التمييز في الوصول للتعليم على أساس الدين أو الجنس أو اللون أو العرق أو الإعاقة.
- جعل التعليم العالي ممكنًا بقدرٍ من العدالة والمساواة.
- نوعية تعليم جيد تلائم روح العصر وتراعي معايير حقوق الإنسان ومبادئ العدل والسلم.
- حرية أولياء الأمور في اختيار نوعية التعليم التي تلائم أبناءه

## تقييم الاستيفاء
يُقيَّمُ إستيفاء حق التعلم باستخدام ما يُعرف بالأربعة كإطارٍ للعمل، وهو ما يؤكّد أن التعليم حتى يكون حقًا فعليًا يجب أن يكون متاحًا وسهلَ الوصول ومقبولًا ومتكيفًا. طُوّرت هذه المفاهيم الأربعة ضمنَ تقييم الاستيفاء عن طريق المقررة الخاصة للأمم المتحدة في حق التعلم كاترينا توماسيفيسكي، ولكن ليس بالضرورة أنّ هذه المعايير تُستخدم في كل أداة وصكّ لحقوق الإنسان.
يُنتظر من رئيس الدولة أو المسؤول عنها بصفة عامّة أن يحترم ويحمي ويوفي حق التعلم بجعل التعلم متاحا، وسهل الوصول، كما يضعُ إطار العمل المهمات على أصحاب المصلحة في مراحل التعلم: الطفل، وهو الموضوع المميز لحق التعلم ومن واجبه الامتثال مع متطلبات التعليم الإلزامي، والوالدين كالمربين الأوائل، والمربي المهني الذي غالبًا ما يكونُ هو معلم.
إطار العمل المكوّن من أربعة معايير هو كالتالي:
- الإتاحة: يُوفَّر من قِبل الحكومات والتعليم هو شيء عالمي، مجاني، وإلزامي، ويجب أن توفر بنيه تحتية ومرافق مناسبة في المكان مع الكتب والمواد اللازمة للطلاب، كما يجبُ أن تكون المباني مستوفية معايير الأمن والصحة العامة، كـتوفير مياه نظيفه للشرب والتدريب المناسب.
- إمكانية الوصول: يجبُ أن يحصل جميع الأطفال فرص متساوية لدخول المدرسة بغض النظر عن الجنس، الأصل، الدين، العرق أو الوضع الاجتماعي أو الاقتصادي. يجبُ أن تضمن الجهود أيضًا ضمَّ المجماعات المهمشة بما فيها أطفال اللاجئين، المشردين أو ممن لديهم إعاقة وباختصار يجب أن يكون الحصول على التعليم للجميع، ويجب أن لا يكون هنالك أي نوع من التمييز أو الحرمان. يجبُ كذلك سنّ قوانين لمكافحة عمالة الأطفال التي تمنعُ الأطفال من الحصول على التعليم الابتدائي أو الثانوي. يجبُ أن تكون المدارس على مسافة معقولة للأطفال داخل المجتمع، وإلا يجب توفير وسائل النقل للطلاب، خاصة لمن هم يعيشون في مناطق ريفية، لضمان أن الطرق للمدارس أمنه ومناسبة، كما يتوجّب أن يكون التعليم بأسعار معقولة للجميع خاصة بالنسبة للكتب المدرسية واللوازم والزي الذي يُقدم للطلبة والذي يجبُ أن يكوت بدون أي تكاليف إضافية.
- القبول: جودة التعليم الموفَّرة يجب أن تكون خاليا التمييز، ذات صلة وملائمة ثقافيا لجميع الطلاب، ويجب أن لا يكون من المتوقع أن تتفق وجهات النظر الدينية أو الأيدولوجية معينة للطلاب. يجب ان تكون طرق التدريس موضوعية وغير منحازة لطرف معين وينبغي أن تكون المواد المتاحة تعكس مجموعة واسعة من الأفكار والمعتقدات، وينبغي التأكيد على وجود الصحة والسلامة داخل المدارس بمافي ذلك القضاء على أي شكل من أشكال العقاب البدني، وبنبغي الحفاظ على الكفاءة المهنية للموظفين والمعلمين.
- التكيف: يجب أن تكون البرامج التعليمية مرنة وقادرة على التكيف وفقا للتغيرات الاجتماعية واحتياجات المجتمع، وينبغي احترام ومراعاة العطل الدينية أو الثقافية من قبل المدارس من أجل إستيعاب الطلاب، جنبًا إلى جنب مع توفير الرعاية الكافية للطلاب ذوي الإعاقة. عدد من المنظمات غير الحكومية والجمعيات الخيرية الدولية تعمل على إعمال حق التعلم باستخدام مناهج قائمة على حقوق التنمية.

## التطبيق
ينصُّ الإعلان العالمي لحقوق الإنسان على أن لكل شخص حق التعلم، وبالتالي الحق ينطبق لجميع الأفراد، وعلى الرغم من أن المفهوم أن الأطفال هم المستفيدون الرئيسيون،
فقد قُسِّمَ حق التعلم إلى ثلاث مستويات:
- التعليم الأبتدائي (عنصري أو أساسي): إلزامي ومجاني لأي طفل بغض النظر عن جنسيته، جنسه، مكان ميلاده، أو أي تمييز أخر. وعند التصديق على العهد الدولي الخاص بالحقوق الاقتصادية والاجتماعية والثقافية يجبُ على الدول المصادقة أو الموقّعة توفير تعليم ابتدائي مجاني في غضون عامين.
- التعليم الثانوي (أو الابتدائية والتقنية والمهنية في الإعلان العالمي): يجب أن يكون متوفرًا ومتاحًا بشكل عام.
- التعليم العالي (المستوى الجامعي): يجب أن يوفر على حسب قدرة الإستيعاب، وهو أنّ كل من يستوفي معايير التعليم اللازمة يجب أن يكون قادرًا على الذهاب إلى الجامعة.

بشكل عام فإنّه يلزمُ أن يكون التعليم الثانوي والعالي متاحًا بكافة الوسائل المناسبة ولا سيما بالأخذ تدريجيًا بمجانية هذا النوع من التعليم. إنّ إدراك حق التعلم على الصعيد الوطني يمكن تحقيقه من خلال التعليم الإلزامي، أو بشكل أكثر تحديدًا في النعليم الابتدائي الإلزامي والمجاني، كما ورد في كل من الإعلان العالمي لحقوق الإنسان والعهد الدولي الخاص بالحقوق الاقتصادية والاجتماعية والثقافية.